# Tess Haubrich
Tess Haubrich (Sydney, 12 maggio 1989) è un'attrice e modella australiana.

## Biografia
Nata nella zona delle Northern Beaches di Sydney ed educata alla Pittwater High School e SCECGS Redlands, la Haubrich passò gli ultimi momenti dell'adolescenza come modella in Australia, Hong Kong, Francia e Germania. Si è preparata per due anni all'Actors Centre Australia, una scuola privata di recitazione di Sydney, dove si è formata nel teatro. Nel 2009 apparve in due episodi della soap opera Home and Away come Catie Merrin. Nel 2014 è tornata in quella serie come un personaggio diverso, Shandi Palmer.
La Haubrich è apparsa in diverse importanti produzioni internazionali girate in Australia, inclusi ruoli minori in Wolverine - L'immortale (2013) e Infini (2015); il soldato Sarah Rosenthal in Alien: Covenant e Woman in Black nel film di Jackie Chan Bleeding Steel, entrambi nel 2017. Nel 2018 è uno dei personaggi principali della serie TV Pine Gap.
Alla fine del 2017 ha avuto un ruolo da protagonista nella seconda stagione di Wolf Creek.

### Vita privata
La Haubrich ha sposato l'attore Nicholas Gell nel 2015 con il quale ha avuto un figlio, Juniper Gell.

## Filmografia

### Cinema
- Alien: Covenant, regia di Ridley Scott (2017)
- Bleeding Steel - Eroe di acciaio (Ji qi zhi xue), regia di Leo Zhang (2017)
- Nekrotronic, regia di Kiah Roache-Turner (2018)
- I F*cked a Mermaid and No One Believes Me, regia di Madeleine Gottlieb – cortometraggio (2018)
- Spiderhead, regia di Joseph Kosinski (2022)

### Televisione
- Home and Away – serial TV (2009, 2014, 2020)
- Wolf Creek – serie TV, 6 episodi (2017)
- Pine Gap – miniserie TV, 6 puntate (2018)
- Bad Mothers – serie TV, 8 episodi (2019)
- Treadstone – serie TV, 8 episodi (2019)
- After the Verdict – miniserie TV, 6 puntate (2022)
- L'ultimo boss di Kings Cross (Last King of the Cross) – serie TV (2023)

## Doppiatrici italiane
Nelle versioni in italiano delle opere in cui ha recitato, Tess Haubrich è stata doppiata da:
- Francesca Fiorentini in Alien: Covenant
- Valentina Favazza in Pine Gap
- Jessica Bologna in Treadstone
- Martina Felli in Spiderhead
- Chiara Gioncardi in L'ultimo boss di Kings Cross